# Коммунистическая партия Австралии
Коммунистическая партия Австралии — политическая партия в Австралии. Основана в 1920 году. В результате раскола в 1964 году появилась Марксистско-ленинская коммунистическая партия Австралии. В 1991 году Коммунистическая партия Австралии самораспустилась.

## Известные члены партии
- Ааронс, Лори (1917—2005) — политик, национальный секретарь партии (1965—1976)
- Адамсон, Бартлетт (1884—1951) — поэт и журналист
- Джолли-Смит, Кристиан (1885—1963) — юристка
- Диксон, Ричард (1905—1976) — председатель партии (1948—1972)
- Кунихан, Ноэл (1913—1986) — художник
- Ламберт, Эрик (1918—1966) — писатель
- Маршалл, Алан (1902—1984) — писатель
- Нунуккал, Уджеру (1920—1993) — писательница
- Причард, Катарина Сусанна (1884—1969) — писательница
- Джон Кавана (троцкист)
- Уотен, Джуда Леон (1911—1985) — писатель
- Шарки, Лоренс (1898—1967) — генеральный секретарь Коммунистической партии Австралии (1948—1965).